# Ivan Jelagin
Ivan Perfiljevitj Jelagin (ryska: Иван Перфильевич Елагин), född 11 december (gamla stilen: 30 november) 1725, död 3 oktober (gamla stilen: 22 september) 1794 i Sankt Petersburg, var en rysk historiker.
Jelagin direktör för Hovteatern, senator och överhovmästare. Han grundade den offentliga teatern i Ryssland (1774) och Teaterelevskolan. Han var den förste stormästaren i det ryska frimureriet och införde 1777 det strängare svenska systemet (hans memoarer om det ryska frimureriet trycktes 1864). Han översatte komedier från franskan (bland annat "Jean de France") och var en av Katarina II:s skönlitterära medhjälpare.